# 花菖蒲ノ会
花菖蒲ノ會（はなしょうぶのかい）は神社本庁の体制を正すべきという主張の元、結成された結社。
神社本庁が総長職をトップに統理職を実権なき象徴とする一方で、花菖蒲ノ會はその逆を主張する。

## 神社本庁と花菖蒲ノ會

### 総長と統理
神社本庁とは全国の神社神道の神社を管轄する包括宗教法人で、庁とつくが現在は官公庁とは関係がない民間団体。神社本庁は総長と統理という二人のトップが存在する。総長は事務職のトップ、統理は宗教的な象徴としてのトップとよく称される。実際、総長は法律上、宗教法人の代表者である代表役員であり、文化庁刊行の宗教年鑑にも総長が代表役員欄に、統理が備考欄に書かれている。神社本庁については神社本庁のページを参照されたい。

### それぞれの主張
神社本庁は宗教法人の規則上、代表役員として登録されている総長こそが、トップであるとし、統理は神社本庁の組織内での役職上は総長を決めたり、書類をチェックし最終決断を行う立場にあるが、実質的に組織運営を行っているのは総長であり、法人として代表である総長が実質的なトップであるという考えである。
花菖蒲ノ會は総長職は統理職によって決められるものである為、また天皇や皇族を敬う宗教の神道としては、皇族出身者がなる統理職は総長より上であり統理がトップであるべき。統理が決められた判断を総長がなかったことにしたりはすべきでは無いし、そういうことがあってはならない。統理が決められた人事をなかったことにし、現在の総長が続投していること等を含め現在の神社本庁には数多くの問題がある為、これを正そうという考えである。

## 裁判
統理は総長をきめる権利を持つということになっている本庁にて、新たに決められた総長が退けられ、現在の総長が続投したことに対して、裁判が行われたが敗訴している。
敗訴の原因は、法律上の代表者は総長である為である。

## 拠点
何処が本部ということもないが、郵送物の送付先は東京大神宮の為、公開されている情報のみに限れば東京大神宮内が花菖蒲ノ會の本拠地と捉えることもできる。

## 加入条件

### 資格
花菖蒲の會の趣旨に賛同するもので、神職や職員または総代や責任役員であること。

### 加入方法
加入用書類に賛同する趣旨を書き、名前・役職名、住所電話番号メールアドレスを記入して、花菖蒲ノ會のメールアドレスかまたはFAXで送ること。

## 刊行物
- 花菖蒲ノ會会報